# Goodrich (Dacota do Norte)
Goodrich é uma cidade localizada no estado norte-americano de Dacota do Norte, no Condado de Sheridan.

## Demografia
Segundo o censo norte-americano de 2000, a sua população era de 163 habitantes.
Em 2006, foi estimada uma população de 131, um decréscimo de 32 (-19.6%).

## Geografia
De acordo com o United States Census Bureau tem uma área de
0,7 km², dos quais 0,7 km² cobertos por terra e 0,0 km² cobertos por água.

## Localidades na vizinhança
O diagrama seguinte representa as localidades num raio de 36 km ao redor de Goodrich.